# Lingdong (sockenhuvudort i Kina, Jiangxi Sheng, lat 28,06, long 114,24)
Lingdong är en sockenhuvudort i Kina. Den ligger i provinsen Jiangxi, i den sydöstra delen av landet, omkring 170 kilometer sydväst om provinshuvudstaden Nanchang. Antalet invånare är 11 546. Befolkningen består av 5 367 kvinnor och 6 179 män. Barn under 15 år utgör 27,0 %, vuxna 15-64 år 65 %, och äldre över 65 år 7,0 %.
Runt Lingdong är det tätbefolkat, med 343 invånare per kvadratkilometer. Närmaste större samhälle är Tanbu, 6,3 km norr om Lingdong. I omgivningarna runt Lingdong växer i huvudsak blandskog.
Genomsnittlig årsnederbörd är 2 205 millimeter. Den regnigaste månaden är maj, med i genomsnitt 372 mm nederbörd, och den torraste är oktober, med 50 mm nederbörd.